# Мигел Диаш, Карлуш
Ка́рлуш Миге́л Рибе́йру Ди́аш (порт. Carlos Miguel Ribeiro Dias; род. 26 февраля 1993, Гимарайнш), известный под мононимом Кафу́ (Cafú) — португальский футболист, полузащитник клуба «Ротерем Юнайтед».

## Клубная карьера
Кафу — воспитанник клубов «Витория Гимарайнш» и «Бенфика». 19 сентября 2012 года в матче против «Тондела» он дебютировал в Сегунда лиге за дублирующий состав последних. В 2013 году Кафу вернулся в «Виторию Гимарайнш», подписав контракт на четыре года. 16 августа 2014 года в матче против «Жил Висенте» он дебютировал в Сангриш лиге. 28 ноября 2015 года в поединке против «Боавишты» игрок забил свой первый гол за «Виторию Гимарайнш».
В 2016 году Кафу перешёл во французский «Лорьян», подписав контракт на четыре года. 13 августа в матче против «Кана» он дебютировал в Лиге 1. Летом 2017 года Кафу подписал контракт с «Мецом», подписав контракт на 3 года. 18 августа в матче против «Монако» он дебютировал за новую команду.
В начале 2018 года Кафу на правах аренды перешёл в польскую «Легию». 11 марта в матче против «Лехии» из Гданьска он дебютировал в польской Экстраклассе. 22 сентября в поединке против «Медзь» игрок забил свой первый гол за «Легию». По итогам сезона он помог клубу выиграть чемпионат и завоевать Кубок Польши. По окончании аренды Легия выкупила трансфер игрока. В начале 2020 года Кафу перешёл в греческий «Олимпиакос». 15 февраля в матче против «Паниониоса» он дебютировал в греческой Суперлиге. 21 июня в поединке против «Панатинаикоса» игрок забил свой первый гол за «Олимпиакос». В составе клуба он выиграл чемпионат и завоевал Кубок Греции.
Летом 2020 года Кафу был арендован английским «Ноттингем Форест». 31 октября в матче против «Мидлсбро» он дебютировал в Чемпионшипе. По окончании аренды клуб выкупил трансфер Кафу. 11 декабря 2021 года в поединке против «Суонси Сити» игрок забил свой первый гол за «Ноттингем Форест». В 2022 году Кафу помог клубу выйти в элиту. 14 августа в матче против «Вест Хэм Юнайтед» он дебютировал в английской Премьер-лиге.
Летом 2023 года Кафу перешёл в «Ротерем Юнайтед». 5 августа в матче против «Сток Сити» он дебютировал за новую команду. 20 января 2024 года в поединке против «Мидлсбро» игрок забил свой первый гол за «Ротерем Юнайтед».

## Международная карьера
В 2012 году Кафу в составе юношеской сборной Португалии принял участие в юношеском чемпионате Европы в Эстонии. На турнире он сыграл в матче против сборной Эстонии.

## Достижения
Клубные
 «Легия»
- Победитель Экстракалссы — 2017/18
- Обладатель Кубка Польши — 2017/18

 «Олимпиакос»
- Победитель греческой Суперлиги — 2019/20
- Обладатель Кубка Греции — 2019/20